# هارولد غري
هارولد غري (بالإسبانية: Harold Grey)‏ (20 ديسمبر 1971 في كولومبيا - ) هو ملاكم كولومبي، صنّف ضمن فئة وزن الذبابة الممتاز ‏.

## وصلات خارجية
- هارولد غري على موقع بوكس ريك (الإنجليزية) (registration required)